# Merab Valijevi
Merab Valijevi (Vality) (gruzínsky მერაბ ვალიევი) nebo (ukrajinsky Міраб Валієв (Mirab Valijev)), (* 13. září 1970) je bývalý sovětský a gruzínský zápasník volnostylař osetského původu, který od roku 1993 reprezentoval Ukrajinu. Volnému stylu se věnoval od 13 let. Připravoval se v Tbilisi pod vedením Ivane Nikoladzeho a Šoty Kotorašviliho. V roce 1991 se po rozpadu Sovětského svazu přesunul do Vladikavkazu. V roce 1992 využil nabídky trenéra ukrajinské reprezentace Ruslana Savlochova a od roku 1993 reprezentoval Ukrajinu. V roce 1996 startoval na olympijských hrách v Atlantě a po prvním kole musel do oprav po těsné porážce od Turka Mahmuta Demira. Obsadil 7. místo. V roce 2000 se kvalifikoval na olympijské hry v Sydney. Potom co nepostoupil ze základní skupiny skončil na 18. místě.